# Liste der Stolpersteine in Ostfildern
Die Liste der Stolpersteine in Ostfildern listet alle Stolpersteine in der Stadt Ostfildern im Regierungsbezirk Stuttgart auf, die dort vom deutschen Künstler Gunter Demnig verlegt wurden. Stolpersteine erinnern an das Schicksal der Menschen, die von den Nationalsozialisten ermordet, deportiert, vertrieben oder in den Suizid getrieben wurden. Die Stolpersteine wurden vom Künstler zumeist selbst verlegt. Im Regelfall liegen die Stolpersteine vor dem letzten selbstgewählten Wohnort des Opfers.

## Verlegte Stolpersteine
In Ostfildern-Ruit wurden zwei Stolpersteine an zwei Adressen verlegt.
| Stolperstein | Inschrift | Verlegeort                     | Name, Leben              |
| ------------ | --- | ------------------------------ | ------------------------ |
|              | HIER WOHNTE/ARBEITETE LÖWENWIRT ALBERT FRITZ JG. 1892 ERSCHOSSEN VOM NSDAP-ORTSGRUPPENLEITER 10.4.1945 ANGEBLICH FEINDSENDER ABGEHÖRT IN AUSCHWITZ | Kirchheimer Straße 43          | Albert Fritz (1892–1945) |
|              | HIER WOHNTE ERNST ILLI JG. 1899 EINGEWIESEN 1922 HEILANSTALT WINNENTAL 'VERLEGT' 3.6.1940 GRAFENECK ERMORDET 3.6.1940 'AKTION T4'                  | Kirchgässle 3 (Samariterstift) | Ernst Illi (1899–1940)   |

## Verlegedatum
- 15. November 2022